# Деркачи (Полтавская область)
Деркачи (укр. Деркачі) — село,
Шахворостовский сельский совет,
Миргородский район,
Полтавская область,
Украина.
Код КОАТУУ — 5323289202. Население по переписи 2001 года составляло 171 человек.

## Географическое положение
Село Деркачи находится в 4-х км от города Миргород, в 2-х от села Дибровка.
По селу протекает пересыхающий ручей с запрудой.
Село указано на трехверстовке Полтавской области. Военно-топографическая карта.1869 года как хутор без названия